# Грбови Јужне Америке
Ово је списак грбова јужноамеричких држава.

## Независне државе
| Држава    | Грб | Текст | Главни чланак |
| --------- | --- | --- | ------------- |
| Аргентина |     | Нема | Грб Аргентине |
| Боливија  |     | Bolivia                                                                                                   | Грб Боливије  |
| Бразил    |     | República Federativa do Brasil - 15 de Novembro de 1889                                                   | Грб Бразила   |
| Венецуела |     | 19 de Abril de 1810 - 20 de Febrero de 1859 Independencia - Federación República Bolivariana de Venezuela | Грб Венецуеле |
| Гвајана   |     | One people, One Nation, One Destiny                                                                       | Грб Гвајане   |
| Еквадор   |     | Нема | Грб Еквадора  |
| Колумбија |     | Libertad y Orden                                                                                          | Грб Колумбије |
| Парагвај  |     | República del Paraguay                                                                                    | Грб Парагваја |
| Перу      |     | Нема | Грб Перуа     |
| Суринам   |     | Justitia - Pietas - Fides                                                                                 | Грб Суринама  |
| Уругвај   |     | Нема | Грб Уругваја  |
| Чиле      |     | Por la Razón o la Fuerza                                                                                  | Грб Чилеа     |

## Зависне и остале територије
| Територија                             | Грб | Текст                        | Главни чланак                                |
| -------------------------------------- | --- | ---------------------------- | -------------------------------------------- |
| Јужна Џорџија и Јужна Сендвичка Острва |     | Leo Terram Propriam Protegat | Грб Јужне Џорџије и Јужних Сендвичких Острва |
| Фолкландска Острва                     |     | Desire the Right             | Грб Фолкландских Острва                      |
| Француска Гвајана                      |     | Нема                         | Грб Француске Гвајане                        |